# Paulo Andrade Costa
Paulo Andrade Costa foi um político brasileiro, prefeito de Uberaba de 1935 a 1936.
Ocupou o cargo por decisão do então interventor do Estado Benedito Valadares, fato comum nos municípios brasileiros, durante a década de 1930 até 1947.
Em 22 de Fevereiro de 1936, devido a comemoração do centenário da emancipação política de Uberaba, elevada à vila em 1836, o prefeito Andrade Costa realizou vários festejos, inaugurando um marco comemorativo no córrego do Lajeado (próximo ao bairro rural de Santa Rosa), onde teve início do povoamento de Uberaba.